# 菲根·于克塞克达
菲根·于克塞克达·舍诺卢（土耳其語：Figen Yüksekdağ Şenoğlu；1971年12月19日出生）是土耳其的一位政治家和记者，曾于2014年—2017年与塞拉赫丁·德米尔塔什共同担任土耳其左翼政党人民民主党的共同主席。自2015年6月土耳其大选起，她成为代表凡省的土耳其大国民议会议员，直到2017年2月21日法院撤销她的议员资格。2017年3月9日，她因涉及“恐怖主义宣传”被法院判处6年监禁，她的人民民主党党籍和共同主席职务也被法院撤销。2024年5月，她被判处30年零3个月监禁；与此同时，她的同事、另一位人民民主党领导人塞拉赫丁·德米尔塔什被判处40年以上监禁。